# 42e demi-brigade de mitrailleurs coloniaux
Pour les articles homonymes, voir Bataillon de mitrailleurs malgaches, 42e demi-brigade, 42e régiment et 42e bataillon.
La 42e demi-brigade de mitrailleurs coloniaux (42e DBMC) est une unité coloniale de l'Armée de terre française qui a participé à la Seconde Guerre mondiale. Formée de soldats malgaches et français, elle est mise sur pied sous la forme d'un bataillon de mitrailleurs en 1923.

## Création et différentes dénominations
- 1923 : formation du 42e bataillon de chasseurs mitrailleurs indigènes coloniaux (42e BCMIC)
- 1925 : renommé 42e bataillon de tirailleurs coloniaux (42e BTC)
- 1927 : formation du 42e régiment de tirailleurs malgaches à partir du 42e et du 43e BTC
- 1931 : renommé 42e régiment de mitrailleurs malgaches (42e RMM)
- 1933 : devient 42e bataillon de mitrailleurs malgaches (42e BMM)
- 1939 : devient 42e demi-brigade de mitrailleurs coloniaux (42e DBMC)
- 1940 : devient 42e demi-brigade de mitrailleurs indigènes coloniaux (42e DBMIC)

## Chefs de corps
- 1939 : lieutenant-colonel De Pinsun

## Historique des garnisons, combats et batailles

### Entre-deux-guerres
Le bataillon est formé le 1er mars 1923 sous le nom de 42e bataillon de chasseurs mitrailleurs indigènes coloniaux, stationné à Compiègne. Il compte à la fois des soldats français et malgaches.
Le 1er juillet 1925, le bataillon est transformé en 42e bataillon de tirailleurs coloniaux, formé de tirailleurs malgaches encadrés par les volontaires du 42e BCMIC, sous les ordres du chef de bataillon Aujac. Il embarque le 16 pour le Levant et débarque le 19 à Tripoli. Le bataillon arrive à Izra le 28, sans que ses recrues aient pu être entraînées. La 2e compagnie et sa compagnie de mitrailleuses forment un bataillon de circonstances avec deux compagnies syriennes, sous le commandement du chef de bataillon Aujac. L'unité ainsi constituée doit assurer la garde du convoi d'une colonne commandée par le général Michaud. Le bataillon est anéanti par les Druzes lors de la bataille d'al-Mazraa et Aujac est tué. Pendant ce temps, la 1re compagnie est restée à Izra et la 3e est en poste à Bousra al-Harir,.
Le 5 septembre 1927, le 42e BTC fusionne dans le 42e régiment de tirailleurs malgaches dont il devient le Ier bataillon, avec le 43e BTC (devenu IIe bataillon).

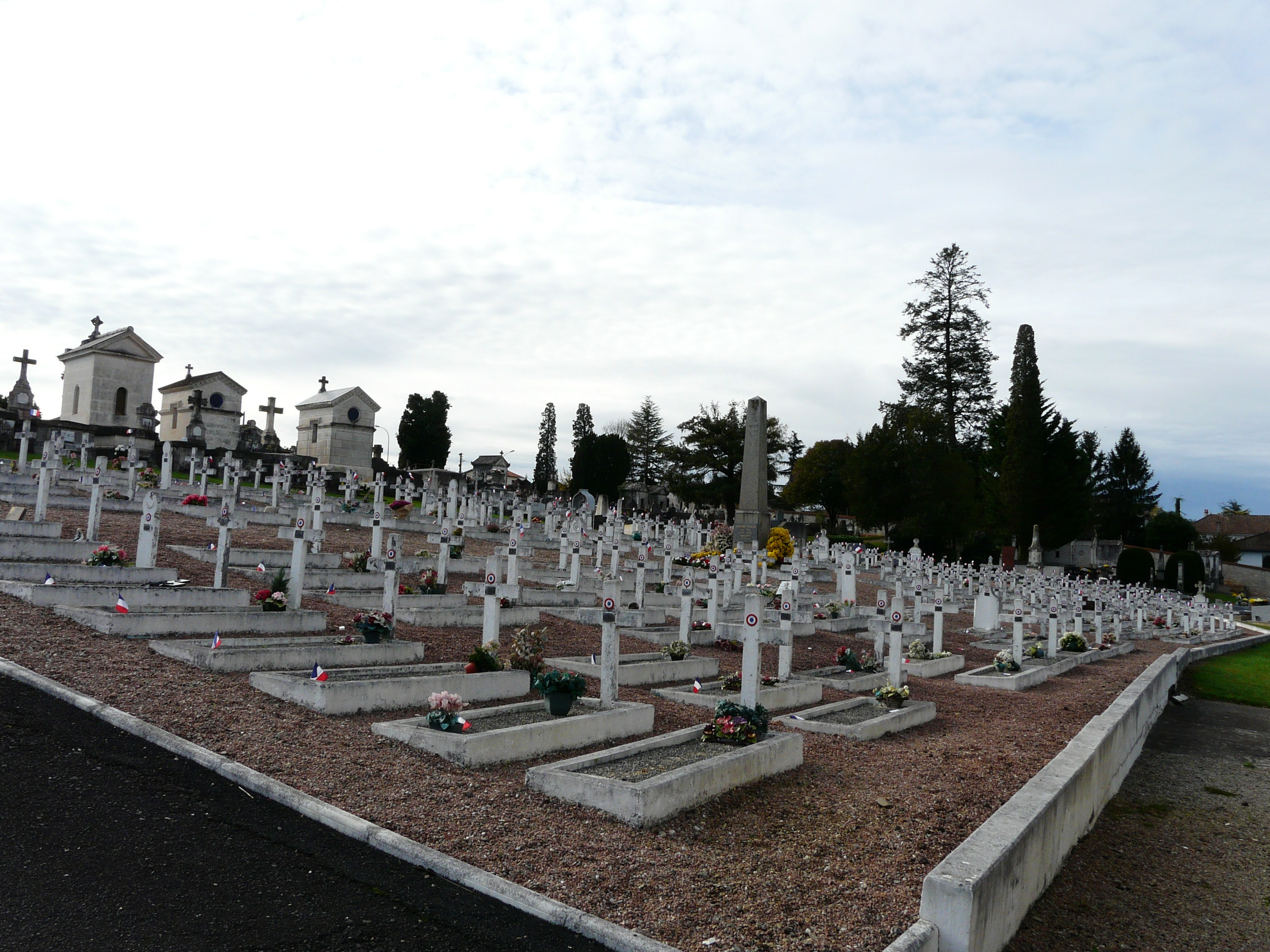
Le carré militaire du cimetière du Nord de Périgueux, où sont enterrés 71 tirailleurs du malgache.

Le 42e RTM revient en France fin 1928 et s'installe à Périgueux (sauf le IIIe bataillon à Bergerac),,,. Réduit à deux bataillons à partir de 1929 (état-major et IIe bataillon à Périgueux, Ier bataillon à Bergerac), le 42e régiment de tirailleurs malgaches prend le nom de 42e régiment de mitrailleurs malgaches,.
Le 1er mars 1933, le bataillon stationné à Bergerac est dissous et le bataillon de Périgueux devient le 42e bataillon de mitrailleurs malgaches (42e BMM), formant corps. Il s'installe à Pamiers à partir de novembre 1934.

### Seconde Guerre mondiale

#### Drôle de guerre
À la mobilisation, le 2 septembre 1939, le 42e BMM de Pamiers se transforme en 42e demi-brigade de mitrailleurs coloniaux (42e DBMC).
En 1939-1940, la 42e DBMC est affectée au secteur défensif des Ardennes, sous-secteur de Sécheval – Monthermé sur la ligne Maginot, elle est endivisionnée à la 102e division d'infanterie de forteresse (XLIe corps d'armée de forteresse) qui doit défendre la Meuse entre Anchamps et Pont-à-Bar (Dom-le-Mesnil).

#### Bataille de France
Du 13 au 15 mai 1940, elle participe ainsi à la défense du fleuve lors de la bataille de Monthermé où elle est disloquée et capturée,.

## Insigne
L'insigne du 42e BMM est réalisé en 1933. Il présente l'ancre des troupes coloniales chargée de la carte de Madagascar, surmontée de deux mitrailleuses Hotchkiss modèle 1914 (l'arme principale du bataillon) en sautoir. L'insigne est repris par la 42e demi-brigade en 1939.

## Personnalités ayant servi dans l'unité
- Paul Gauffre (1910-1944), compagnon de la Libération,
- Jean Simon (1912-2003), compagnon de la Libération,
- André Mazana (1913-1944), compagnon de la Libération.
- Jean Trescases (1916-1951)